# Unterseeboot UB-107
Pour les autres navires du même nom, voir Unterseeboot 107.
L'Unterseeboot UB-107 est un sous-marin (U-Boot) allemand de type UB III utilisé par la Kaiserliche Marine pendant la Première Guerre mondiale. Il est mis en service dans la marine impériale allemande le 16 février 1918.
Le sous-marin effectua pendant la guerre 4 patrouilles et coula 11 navires pour une perte totale de 26 147 tonneaux de jauge brute. L'UB-107 a été coulé le 27 juillet 1918 à la position 54° 23′ N, 0° 24′ O par le HMS Vanessa (D29) et le HMT Calvis.

## Conception
Comme tous les sous-marins de type UB III, l'UB-107 avait un déplacement de 519 tonnes en surface et de 649 tonnes en immersion. Ses moteurs lui permettaient de naviguer à 13,3 nœuds (24,6 km/h) en surface et à 7,4 nœuds (13,7 km/h) en immersion. Il avait un rayon d'action de 7420 milles de marins (13740 km) à sa vitesse de croisière. L'UB-107 transportait 10 torpilles et était armé d’un canon de pont de 8,8 cm. L'UB-107 avait un équipage pouvant compter jusqu’à 3 officiers et 31 hommes.

## Historique des services
L'UB-107 a été commandé par le GIN le 23 septembre 1916. Il a été construit par Blohm & Voss de Hambourg. Après un peu moins d’un an de construction, il a été lancé à Hambourg le 21 juillet 1917. L'UB-107 a été mis en service au début de l’année suivante.

## Perte
L'UB-107 a d’abord été répertorié comme coulé le 27 juillet 1918 à la position 54° 23′ N, 0° 24′ E par une grenade anti-sous-marine du chalutier Calvia et du destroyer Vanessa de la Royal Navy. Il a depuis été affirmé que l'UB-107 n’était probablement pas à cette position lors de l’attaque du Calvis et du Vanessa, car c’était le seul U-boot présent dans la zone qui pouvait être responsable du naufrage des vapeurs Chloris et John Rettig deux heures et demie plus tard, à la position 53° 52′ N, 0° 10′ E.
En 1985, des plongeurs ont découvert l’épave de l'UB-107 à un mille au nord de Flamborough Head, à la position 54° 08′ N, 0° 00′ O. Il était empêtré dans une autre épave, le SS Malvina, un vapeur britannique torpillé et coulé le 3 août 1918, victoire attribuée à l'UB-104. Cependant, le rapport de l'UB-104 indique qu’il n’était pas dans la zone ce jour-là, et qu’il n’a attaqué aucun navire. L'UB-107 a été identifié par les marquages sur ses hélices,. Il est envisagé que l'UB-107 a subi un accident quelconque ou qu’il ait été perdu avec tout son équipage (38 morts) sur une mine britannique entre le 28 juillet et le 3 août 1918.

## Documentaire télévisé
Le sort de l'UB-107 a fait l’objet de l’épisode Mystery U-Boat of WWI de la série télévisée documentaire Deep Sea Detectives. Le documentaire proposait divers scénarios pour le naufrage basés sur des preuves historiques et des plongées d’exploration du site de l’épave.

## Affectations
- Flottille des Flandres II : du 16 mai au 4 août 1918

## Commandants
- Kptlt. Hans Howaldt[9] : du 16 février au 16 mai 1918
- Kptlt. Eberhard von Prittwitz und Gaffron[9] : du 17 mai au 4 août 1918

## Navires coulés
| Date            | Nom               | Nationalité    | Tonnage | Destin.   |
| --------------- | ----------------- | -------------- | ------- | --------- |
| 10 mai 1918     | Erich Lea         | Norvège        | 1630    | Coulé     |
| 10 mai 1918     | Naparima          | Suède          | 1685    | Endommagé |
| 6 juin 1918     | Koningin Regentes | Pays-Bas       | 1970    | Coulé     |
| 8 juin 1918     | Hogarth           | United Kingdom | 1231    | Coulé     |
| 13 juin 1918    | Agnes             | Suède          | 1334    | Coulé     |
| 13 juin 1918    | Kalo              | United Kingdom | 1957    | Coulé     |
| 15 juin 1918    | Kieldrecht        | United Kingdom | 1284    | Coulé     |
| 8 juillet 1918  | Chicago           | United Kingdom | 7709    | Coulé     |
| 8 juillet 1918  | War Crocus        | United Kingdom | 5296    | Coulé     |
| 9 juillet 1918  | Fryken            | Suède          | 943     | Coulé     |
| 27 juillet 1918 | Chloris           | United Kingdom | 984     | Coulé     |
| 27 juillet 1918 | John Rettig       | Suède          | 1809    | Coulé     |